# Monocephalus castaneipes
Monocephalus castaneipes là một loài nhện trong họ Linyphiidae.
Loài này thuộc chi Monocephalus. Monocephalus castaneipes được Eugène Simon miêu tả năm 1884.